# Aeroportul Charlottesville Albemarle
Aeroportul Charlottesville Albemarle (IATA: CHO, ICAO: KCHO, FAA LID: CHO) este un aeroport din Virginia, Statele Unite ale Americii ce deservește zona Charlottesville. Aeroportul a fost tranzitat în 2019 de 775.844 de pasageri. A fost numit după zona deservită.
Situat la o altitudine de 195 m, aeroportul dispune de 1 pistă.

## Infrastructură

### Piste
Aeroportul dispune de o singură pistă. Pista 03/21 are suprafața de asfalt și dimensiunile 6.801 picioare × 150 picioare. 